# Dirk Notheis
Dirk R. Notheis (* 30. April 1968 in Ettlingen) ist ein deutscher Manager. Er war von 2009 bis 2012 Deutschlandchef der US-amerikanischen Investmentbank Morgan Stanley. Notheis war wesentlich verantwortlich für den Rückkauf des EnBW-Anteils durch die baden-württembergische Landesregierung unter Ministerpräsident Stefan Mappus. Notheis ist Mitglied der CDU sowie Gründer und Geschäftsführer der Rantum Capital Management GmbH. Im Januar 2021 gab der Res Publica Verlag (Magazine Cicero und Monopol) bekannt, dass Notheis die Hälfte der Unternehmensanteile übernimmt.

## Leben
Dirk Notheis studierte an der Universität Mannheim Betriebswirtschaft sowie Politologie und Philosophie. Ab 1992 war Notheis als wissenschaftlicher Mitarbeiter des Ministers Erwin Vetter (CDU) im Staatsministerium Baden-Württemberg tätig. 1994 promovierte er an der Universität Stuttgart über Ansatzpunkte und Strategien zur Akquisition von Unternehmensspenden: eine explorative Studie zum Spendenmarketing spendenakquirierender Organisationen.
Notheis engagierte sich frühzeitig politisch für die Junge Union. Er war Vorsitzender des Kreisverbandes Karlsruhe-Land und von 1994 bis 1999 Landesvorsitzender der Jungen Union Baden-Württemberg.
Von 1995 bis 1999 arbeitete er bei der damaligen Südwestdeutschen Genossenschafts-Zentralbank AG, Frankfurt (SGZ). 1999 wechselte er zu Morgan Stanley. Dort war er zunächst verantwortlich für die Bereiche Transport und Verkehr. Er war verantwortlich für die Börsengänge der Deutschen Bahn, der Fraport, der Postbank und Air Berlin. Von 2006 bis Juli 2012 war er Mitglied des Vorstands des deutschen Zweigs von Morgan Stanley, ab Februar 2009 Vorstandsvorsitzender. Seine Nähe zur CDU wurde unter anderem im Sommer 2008 beim damals geplanten (und 2009 abgesagten) Börsengang der Deutschen Bahn kritisiert. Notheis war Mitgründer und ist seit dem 1. Februar 2013 Geschäftsführer bei der Kapitalbeteiligungsgesellschaft Rantum Capital.
Mit seiner verlegerischen Beteiligung am Res Publica Verlag engagiert sich Notheis seit 2021 auch publizistisch. Als Mit-Herausgeber der Magazine Cicero und Monopol veröffentlicht er regelmäßig Beiträge zu ökonomischen und gesellschaftspolitischen Themen.

## EnBW-Übernahme durch das Land Baden-Württemberg
Im Dezember 2010 kaufte das deutsche Bundesland Baden-Württemberg, beraten von Morgan Stanley, für 4,67 Milliarden Euro einen bis dahin vom französischen Energiekonzern Électricité de France (EDF) gehaltenen Aktienanteil von 45,01 % am baden-württembergischen Energiekonzern EnBW. Angesichts von persönlichen Kontakten zwischen Ministerpräsident Stefan Mappus und Notheis und angesichts von wirtschaftlichen Risiken wurde dieser Vorgang damals kritisiert.
Mit Nebenkosten und Garantien kostete das Aktienpaket fast 6 Milliarden Euro.
Laut Staatsministerium Baden-Württemberg erfolgte die Vergabe an Morgan Stanley ohne Ausschreibung. Der Übernahmepreis sei mit einem Aufschlag von 18 Prozent auf den aktuellen Börsenwert zu hoch gewesen. So soll sich laut dem Wirtschaftsprüfer Warth & Klein Grant Thornton der angemessene Wert der Aktie zum Zeitpunkt des Kaufs auf 34,09 Euro belaufen haben. Die Landesbank Baden-Württemberg kam dagegen in einer Expertise vom 1. Dezember 2010 nach einer ausführlichen Unternehmensbewertung auf einen „fairen Wert von rund 40 Euro“ je Aktie – ohne den Zuschlag, der beim Erwerb eines großen Aktienpakets, das die Kontrolle über ein Unternehmen ermöglicht, normalerweise gezahlt wird. Barclays Capital soll in einer Kaufpreisanalyse für die EDF vom 11. Januar 2011 unter finanziellen Gesichtspunkten einen fairen Preis von 41,50 Euro als angemessen gesehen haben. Das angeblich deutlich unter den branchenüblichen Preisen liegende Honorar wurde von der Landesregierung geheim gehalten. Im Juni 2012 zeigte sich in einem öffentlich gewordenen E-Mail-Kontakt, dass Notheis Mappus’ Aussagen für die Preisverhandlungen aufgeschrieben hat und dass ein auf wechselseitigen Vorteil bedachtes Verhältnis zwischen Notheis und Mappus geherrscht hat. So schrieb Notheis an Mappus, nachdem klar war, dass der Deal am 6. Dezember verkündet werden konnte: „Was für ein Nikolaustags-Geschenk!“ Er instruierte seinen Duz-Freund Mappus ausführlich vorab, seine Kontakte spielen zu lassen, damit das für Morgan Stanley hochprofitable Geschäft abgeschlossen werden konnte: „so ein Deal ist nicht ganz einfach für Ordoliberale. Du solltest idealerweise einen renommierten Volkswirt haben, der das Ganze gut findet.“ „Es sollte jemand sein, der Dir einen Gefallen schuldet.“
Ende September hat sich Notheis beim Vorsitzenden des Untersuchungsausschusses des Landtags für den Ton in den E-Mails entschuldigt. Durch die unangemessene und unprofessionelle Sprache, die er im Zuge seines Beratungsmandats verwendet habe, und die bisweilen private Diktion in den Mails sei der Eindruck entstanden, politische Entscheidungsträger des Landes seien in ihren Entscheidungen von ihren Beratern getrieben worden, räumte Notheis ein: „Ich kann im heutigen Lichte nachvollziehen, dass es zu dieser Perzeption kommen kann.“
In dem im Juli 2011 gewählten Landesvorstand der CDU Baden-Württemberg war Notheis nicht mehr Mitglied.
Die vier Ausschussmitglieder der baden-württembergischen Grünen forderten im Juni 2012 brieflich die Vorsitzende der Finanzaufsicht BaFin verklausuliert zur Abberufung von Notheis auf: man möge prüfen,

„ob es geboten ist, Herrn Notheis abzuberufen. Es gebe zahlreiche Details, die den Verdacht nahelegten, dass der Banker nicht mehr die erforderliche Zuverlässigkeit zur Führung eines Finanzinstituts besitzt.“

Am 25. Juni 2012 gab Morgan Stanley bekannt, Notheis habe den Aufsichtsrat darüber informiert, er werde sich auf unbestimmte Zeit aus der Geschäftsführung zurückziehen und „eine Auszeit nehmen“. Am 11. Juli 2012 durchsuchten Beamte der Staatsanwaltschaft wegen des Verdachts der Beihilfe von Notheis zur Untreue Geschäftsräume von Morgan Stanley. Am 17. Juli 2012 bestätigte Morgan Stanley Meldungen, wonach Notheis nicht mehr Mitglied des Vorstands bei der Bank sei. Am 29. Oktober 2014 teilte die Staatsanwaltschaft Stuttgart mit, dass sie aufgrund fehlender Strafbarkeit das Ermittlungsverfahren wegen Untreue gegen Mappus und infolgedessen auch das auf diesem Untreuevorwurf aufbauende Ermittlungsverfahren wegen Beihilfe zur Untreue gegen Notheis eingestellt habe. Zusätzlich teilte das Finanzministerium Stuttgart im Mai 2016 mit, dass das Schiedsgericht der Internationalen Handelskammer (ICC) die Klage des seinerzeit rot-grün regierten Landes Baden-Württemberg abgelehnt hat, das in Person des damaligen Finanzministers Nils Schmid (SPD) die Rückzahlung eines Anteils von mehr als 800 Millionen Euro aus dem vermeintlich überteuerten Kaufpreis verlangt hatte.